# Chrystyna Solovijová
Chrystyna Solovijová (ukrajinsky Христи́на Іва́нівна Солові́й, Chrystyna Ivanivna Solovij; * 17. ledna 1993 Drohobyč) je ukrajinská folková a pop-rocková písničkářka s lemskými předky, její tvorba je proto inspirovaná hudbou tohoto rusínského etnika. Narodila se ve městě Drohobyč na území Haliče, oba její rodiče jsou sbormistry a potkali se na Lvovské konzervatoři. S rodinou se přestěhovala do Lvova a vystudovala filozofii na Lvovské univerzitě, ve Lvově zpívala v rusínském sboru Lemkovyna, ve kterém působily převážně mnohem starší zpěvačky. Má bratra, který vystudoval Lvovskou polytechniku. V roce 2013 se dostala do semifinále třetí řady televizní pěvecké soutěže Hlas Krajiny (obdoba The Voice of Holland, stejně jako Hlas Česko Slovenska), ve které zpívala také lemské lidové písně, včetně Hore dolom chodžu (Горе долом ходжу). Jejím koučem byl Svjatoslav Vakarčuk z rockové skupiny Okean Elzy. Vakarčuk spolu s klávesistou skupiny Milošem Jelićem s ní později spolupracovali na vydání desek.
Své první studiové album Žyva voda (Жива вода) nahrála v roce 2015. Je na něm deset lidových a dvě vlastní písně – Synja pisnja (Синя пісня) a její nejznámější Trymaj (Тримай, videoklip má k únoru 2022 na YouTube téměř 40 milionů zhlédnutí). O tři roky později vydala Ljubyj druh (Любий друг), na kterém je autorkou či aranžérkou všech písní. Píseň Stežečka (Стежечка), zhudebněná báseň Ivana Franka, se objevila v ukrajinském historickém válečném filmu Kruty 1918. Její zatím poslední album z roku 2021 se jmenuje  Rosa Ventorum I a Rosa Ventorum II vyšlo v prosinci téhož roku jako EP. V předvečer ruské invaze na Ukrajinu, tedy 23. února 2022, vydala demo Ja nesu myr (Я несу мир).

## Diskografie
- 2015 — Жива вода (Žyva voda)
- 2018 — Любий друг (Ljubyj druh)
- 2021 — Rosa Ventorum I
- 2021 – Rosa Ventorum II (EP)